# Wahlkreis Nord XX
Der Wahlkreis Nord XX ist seit 1958 ein Wahlkreis (circonscription électorale) für die französische Nationalversammlung. Er umfasst die folgenden Gemeinden: Anzin, Beuvrages, Bousignies, Brillon, Bruay-sur-l'Escaut, Bruille-Saint-Amand, Château-l’Abbaye, Escautpont, Flines-lès-Mortagne, Fresnes-sur-Escaut, Hasnon, Hergnies, Lecelles, Maulde, Millonfosse, Mortagne-du-Nord, Nivelle, Odomez, Raismes, Rosult, Rumegies, Saint-Amand-les-Eaux, Sars-et-Rosières, Thun-Saint-Amand, Vicq und Vieux-Condé.

## Ergebnisse

### Parlamentswahl 2002
| Kandidaten                                                            | Kandidaten                  | Parteien                                    | 1. Wahlgang | 1. Wahlgang | 2. Wahlgang | 2. Wahlgang |
| Kandidaten                                                            | Kandidaten                  | Parteien                                    | Stimmen     | %           | Stimmen     | %           |
| --------------------------------------------------------------------- | --------------------------- | ------------------------------------------- | ----------- | ----------- | ----------- | ----------- |
|                                                                       | Alain Bocquetgewählt        | COM – Parti communiste français             | 18.374      | 39,6        | 26.904      | 64,0        |
|                                                                       | Sylvie Woelffle             | UMP – Union pour la majorité présidentielle | 9.087       | 19,6        | 15.150      | 36,0        |
|                                                                       | Carl Lang                   | FN – Front national                         | 8.663       | 18,7        |             |             |
|                                                                       | Marie-Geneviève Degrandsart | SOC – Parti socialiste                      | 4.960       | 10,7        |             |             |
|                                                                       | Monique Huon                | CPNT – Chasse, pêche, nature et traditions  | 1.448       | 3,1         |             |             |
|                                                                       | Luc Coppin                  | VEC – Les Verts                             | 1.328       | 2,9         |             |             |
|                                                                       | Alexandre Kadur             | DVD – Unabh.                                | 651         | 1,4         |             |             |
|                                                                       | Carole Valls                | LCR – Ligue communiste révolutionnaire      | 542         | 1,2         |             |             |
|                                                                       | Jacques Caudron             | LO – Lutte Ouvrière                         | 526         | 1,1         |             |             |
|                                                                       | Pierre Boussard             | MNR – Mouvement national républicain        | 431         | 0,9         |             |             |
|                                                                       | Yves-Ange Lebouc            | ECO – Unabh.                                | 216         | 0,5         |             |             |
|                                                                       | Jean-Claude Borgogno        | DVG – Initiative républicaine               | 202         | 0,4         |             |             |
| Gesamt                                                                | Gesamt                      | Gesamt                                      | 46.428      | 100         | 42.054      | 100         |
|                                                                       |                             |                                             |             |             |             |             |
| Ungültige Stimmen                                                     | Ungültige Stimmen           | Ungültige Stimmen                           | 879         | 1,9         | 1.651       | 3,8         |
| Wähler                                                                | Wähler                      | Wähler                                      | 47.307      | 58,8        | 43.705      | 54,5        |
| Wahlberechtigte                                                       | Wahlberechtigte             | Wahlberechtigte                             | 80.477      |             | 80.177      |             |
|                                                                       |                             |                                             |             |             |             |             |
| Quellen: Innenministerium, Ergebnis – Assemblée nationale, Kandidaten |                             |                                             |             |             |             |             |

### Parlamentswahl 2007
| Kandidaten               | Kandidaten                  | Parteien                                                      | 1. Wahlgang | 1. Wahlgang | 2. Wahlgang | 2. Wahlgang |
| Kandidaten               | Kandidaten                  | Parteien                                                      | Stimmen     | %           | Stimmen     | %           |
| ------------------------ | --------------------------- | ------------------------------------------------------------- | ----------- | ----------- | ----------- | ----------- |
|                          | Alain Bocquetgewählt        | COM – Parti communiste français                               | 21.320      | 46,5        | 29.933      | 69,2        |
|                          | Marie-Thérèse Garcia        | UMP – Union pour un mouvement populaire                       | 9.989       | 21,8        | 13.340      | 30,8        |
|                          | Marie-Geneviève Degrandsart | SOC – Parti socialiste                                        | 4.170       | 9,1         |             |             |
|                          | Éric Castelain              | DVD – Unabh.                                                  | 2.890       | 6,3         |             |             |
|                          | Michelle Beal               | FN – Front national                                           | 2.494       | 5,4         |             |             |
|                          | Françoise Mascotto          | UDFD – Union pour la démocratie française/Mouvement démocrate | 1.869       | 4,1         |             |             |
|                          | Jean-Claude Brunebarbe      | VEC – Les Verts                                               | 860         | 1,9         |             |             |
|                          | Monique Huon                | CPNT – Chasse, pêche, nature et traditions                    | 783         | 1,7         |             |             |
|                          | Hélyette Roest              | EXG – Ligue communiste révolutionnaire                        | 552         | 1,2         |             |             |
|                          | Jacques Caudron             | EXG – Lutte Ouvrière                                          | 292         | 0,6         |             |             |
|                          | Annette Dubois              | MPF – Mouvement pour la France                                | 235         | 0,5         |             |             |
|                          | Stéphane Bisman             | DIV – La France en action                                     | 222         | 0,5         |             |             |
|                          | Marie Dhalluin              | EXD – Mouvement national républicain                          | 185         | 0,4         |             |             |
| Gesamt                   | Gesamt                      | Gesamt                                                        | 45.861      | 100         | 43.273      | 100         |
|                          |                             |                                                               |             |             |             |             |
| Ungültige Stimmen        | Ungültige Stimmen           | Ungültige Stimmen                                             | 749         | 1,6         | 1.120       | 2,5         |
| Wähler                   | Wähler                      | Wähler                                                        | 46.610      | 56,4        | 44.393      | 53,7        |
| Wahlberechtigte          | Wahlberechtigte             | Wahlberechtigte                                               | 82.715      |             | 82.714      |             |
|                          |                             |                                                               |             |             |             |             |
| Quelle: Innenministerium |                             |                                                               |             |             |             |             |

### Parlamentswahl 2012
| Kandidaten               | Kandidaten             | Parteien                                                                      | 1. Wahlgang | 1. Wahlgang | 2. Wahlgang | 2. Wahlgang |
| Kandidaten               | Kandidaten             | Parteien                                                                      | Stimmen     | %           | Stimmen     | %           |
| ------------------------ | ---------------------- | ----------------------------------------------------------------------------- | ----------- | ----------- | ----------- | ----------- |
|                          | Alain Bocquetgewählt   | FG – Front de gauche (Parti communiste français)                              | 18.549      | 46,6        | 24.762      | 66,3        |
|                          | Nathalie Betegnies     | FN – Front national                                                           | 8.654       | 21,7        | 12.606      | 33,7        |
|                          | Monique Huon           | UMP – Chasse, pêche, nature et traditions – Union pour un mouvement populaire | 5.376       | 13,5        |             |             |
|                          | Sébastien Urgu         | SOC – Parti socialiste                                                        | 4.946       | 12,4        |             |             |
|                          | Gilles Waddington      | DVD – Unabh.                                                                  | 799         | 2,0         |             |             |
|                          | Michel Hecquet         | ECO – Mouvement écologiste indépendant – Europe Écologie Les Verts            | 503         | 1,3         |             |             |
|                          | Dominique Boudrenghien | EXD – Union de la droite nationale (PdF – MNR – NDP)                          | 431         | 1,1         |             |             |
|                          | Catherine Leclercq     | ECO – Alliance écologiste indépendante                                        | 321         | 0,8         |             |             |
|                          | Bruno Leclercq         | EXG – Lutte Ouvrière                                                          | 255         | 0,6         |             |             |
| Gesamt                   | Gesamt                 | Gesamt                                                                        | 39.834      | 100         | 37.368      | 100         |
|                          |                        |                                                                               |             |             |             |             |
| Ungültige Stimmen        | Ungültige Stimmen      | Ungültige Stimmen                                                             | 574         | 1,4         | 1.839       | 4,7         |
| Wähler                   | Wähler                 | Wähler                                                                        | 40.408      | 50,0        | 39.207      | 48,5        |
| Wahlberechtigte          | Wahlberechtigte        | Wahlberechtigte                                                               | 80.858      |             | 80.858      |             |
|                          |                        |                                                                               |             |             |             |             |
| Quelle: Innenministerium |                        |                                                                               |             |             |             |             |

### Parlamentswahl 2017
| Kandidaten               | Kandidaten            | Parteien                                       | 1. Wahlgang | 1. Wahlgang | 2. Wahlgang | 2. Wahlgang |
| Kandidaten               | Kandidaten            | Parteien                                       | Stimmen     | %           | Stimmen     | %           |
| ------------------------ | --------------------- | ---------------------------------------------- | ----------- | ----------- | ----------- | ----------- |
|                          | Fabien Rousselgewählt | COM – Parti communiste français                | 7.712       | 23,6        | 18.633      | 63,9        |
|                          | Ludovic De Danne      | FN – Front national                            | 7.397       | 22,6        | 10.538      | 36,1        |
|                          | Daniel Zielinski      | REM – La République en marche                  | 6.588       | 20,2        |             |             |
|                          | Éric Renaud           | DVG – Unabh.                                   | 3.124       | 9,6         |             |             |
|                          | David Richer          | FI – La France insoumise                       | 3.031       | 9,3         |             |             |
|                          | David Bustin          | UDI – Union des démocrates et indépendants     | 1.839       | 5,6         |             |             |
|                          | Éric Castelain        | DVD – Unabh.                                   | 1.112       | 3,4         |             |             |
|                          | Frédéric Bigot        | ECO – Europe Écologie Les Verts                | 699         | 2,1         |             |             |
|                          | Dominique Slabolepszy | EXD – Union des patriotes (Parti de la France) | 515         | 1,6         |             |             |
|                          | Bruno Leclercq        | EXG – Lutte Ouvrière                           | 282         | 0,9         |             |             |
|                          | Thierry Aubert        | DVD – Parti chrétien-démocrate                 | 209         | 0,6         |             |             |
|                          | Christelle Carpentier | DIV – Union populaire républicaine             | 156         | 0,5         |             |             |
| Gesamt                   | Gesamt                | Gesamt                                         | 32.664      | 100         | 29.171      | 100         |
|                          |                       |                                                |             |             |             |             |
| Leere Stimmzettel        | Leere Stimmzettel     | Leere Stimmzettel                              | 432         | 1,3         | 1.196       | 3,9         |
| Ungültige Stimmzettel    | Ungültige Stimmzettel | Ungültige Stimmzettel                          | 192         | 0,6         | 513         | 1,7         |
| Wähler                   | Wähler                | Wähler                                         | 33.288      | 41,0        | 30.880      | 38,1        |
| Wahlberechtigte          | Wahlberechtigte       | Wahlberechtigte                                | 81.115      |             | 81.103      |             |
|                          |                       |                                                |             |             |             |             |
| Quelle: Innenministerium |                       |                                                |             |             |             |             |

### Parlamentswahl 2022
| Kandidaten               | Kandidaten            | Parteien                                                                         | 1. Wahlgang | 1. Wahlgang | 2. Wahlgang | 2. Wahlgang |
| Kandidaten               | Kandidaten            | Parteien                                                                         | Stimmen     | %           | Stimmen     | %           |
| ------------------------ | --------------------- | -------------------------------------------------------------------------------- | ----------- | ----------- | ----------- | ----------- |
|                          | Fabien Rousselgewählt | NUP – Nouvelle union populaire écologique et sociale (Parti communiste français) | 10.819      | 34,2        | 16.439      | 54,5        |
|                          | Guillaume Florquin    | RN – Rassemblement National                                                      | 10.334      | 32,6        | 13.725      | 45,5        |
|                          | Delphine Alexandre    | ENS – Ensemble ! (La République en marche)                                       | 4.654       | 14,7        |             |             |
|                          | Éric Renaud           | DVG – Unabh. (LFI Dissident)                                                     | 2.757       | 8,7         |             |             |
|                          | Béatrice Lasserre     | REC – Reconquête                                                                 | 1.011       | 3,2         |             |             |
|                          | Rudy Patel            | ECO – Parti animaliste                                                           | 960         | 3,0         |             |             |
|                          | Monique Huon          | DVD – Le Mouvement de la ruralité                                                | 525         | 1,7         |             |             |
|                          | Bruno Duquesne        | RDG – Parti radical de gauche                                                    | 382         | 1,2         |             |             |
|                          | Dimitri Mozdzierz     | DXG – Lutte Ouvrière                                                             | 237         | 0,7         |             |             |
| Gesamt                   | Gesamt                | Gesamt                                                                           | 31.679      | 100         | 30.164      | 100         |
|                          |                       |                                                                                  |             |             |             |             |
| Leere Stimmzettel        | Leere Stimmzettel     | Leere Stimmzettel                                                                | 451         | 1,4         | 1.509       | 4,7         |
| Ungültige Stimmzettel    | Ungültige Stimmzettel | Ungültige Stimmzettel                                                            | 168         | 0,5         | 518         | 1,6         |
| Wähler                   | Wähler                | Wähler                                                                           | 32.298      | 39,6        | 32.191      | 39,5        |
| Wahlberechtigte          | Wahlberechtigte       | Wahlberechtigte                                                                  | 81.518      |             | 81.528      |             |
|                          |                       |                                                                                  |             |             |             |             |
| Quelle: Innenministerium |                       |                                                                                  |             |             |             |             |

### Parlamentswahl 2024
| Kandidaten               | Kandidaten                | Parteien                                                 | Stimmen | %    |
| ------------------------ | ------------------------- | -------------------------------------------------------- | ------- | ---- |
|                          | Guillaume Florquingewählt | RN – Rassemblement National                              | 23.852  | 50,3 |
|                          | Fabien Roussel            | UG – Nouveau Front populaire (Parti communiste français) | 14.791  | 31,2 |
|                          | Pierre-Luc Vervandier     | ENS – Ensemble pour la République (Mouvement démocrate)  | 5.010   | 10,6 |
|                          | Élisabeth Gondy           | UDI – Union des démocrates et indépendants               | 3.087   | 6,5  |
|                          | Dimitri Mozdzierz         | EXG – Lutte Ouvrière                                     | 679     | 1,4  |
| Gesamt                   | Gesamt                    | Gesamt                                                   | 47.419  | 100  |
|                          |                           |                                                          |         |      |
| Leere Stimmzettel        | Leere Stimmzettel         | Leere Stimmzettel                                        | 757     | 1,6  |
| Ungültige Stimmzettel    | Ungültige Stimmzettel     | Ungültige Stimmzettel                                    | 335     | 0,7  |
| Wähler                   | Wähler                    | Wähler                                                   | 48.511  | 59,0 |
| Wahlberechtigte          | Wahlberechtigte           | Wahlberechtigte                                          | 82.190  |      |
|                          |                           |                                                          |         |      |
| Quelle: Innenministerium |                           |                                                          |         |      |